# Wieża Świerza

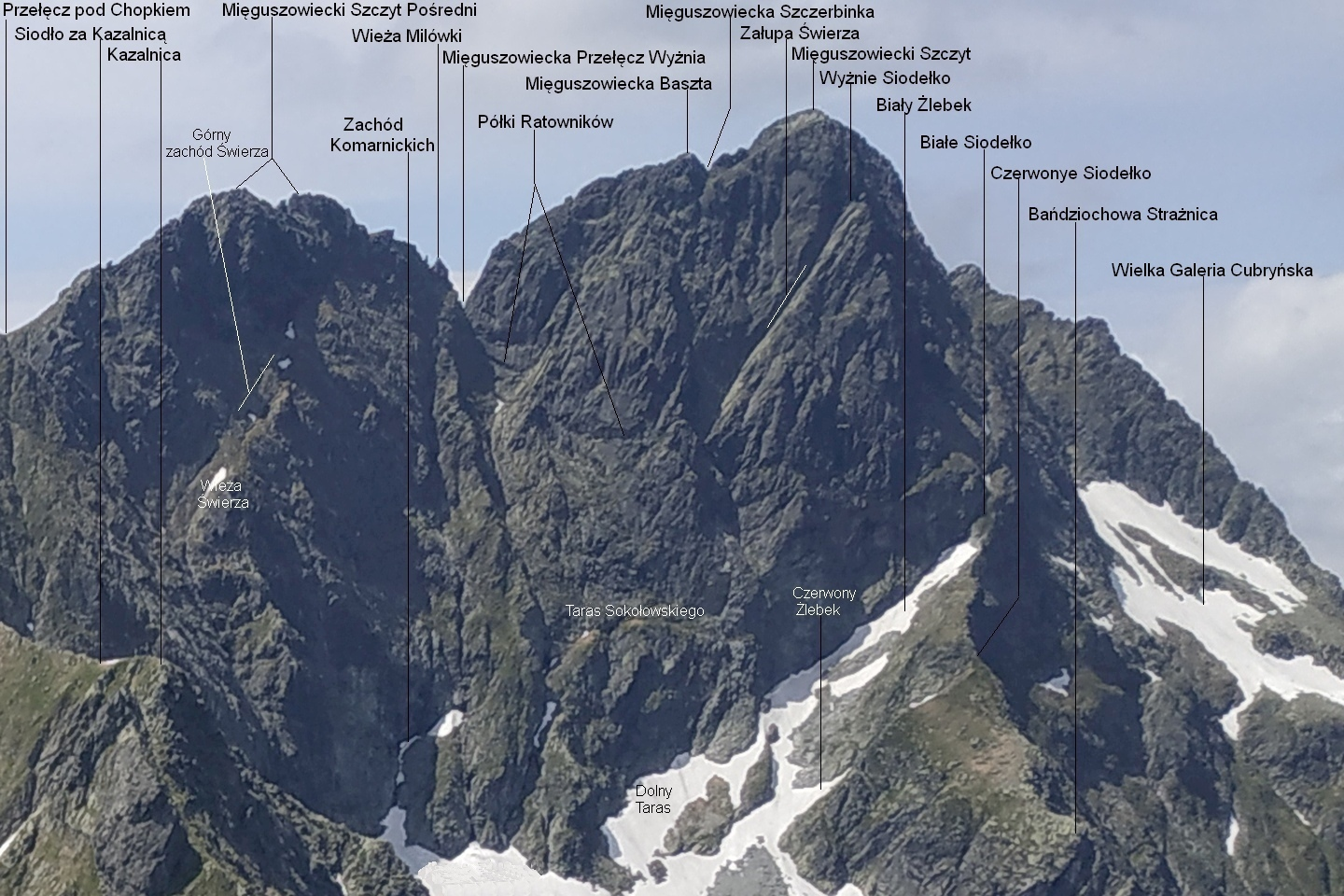

Wieża Świerza – punkt kulminacyjny na  Filarze Świerza na północno-wschodniej ścianie Mięguszowieckiego Szczytu Pośredniego w Tatrach Polskich. Górny Zachód Świerza przecina ten filar, a Wieża Świerza znajduje się tuż pod tym zachodem. Nazwę Wieży Świerza nadał Władysław Cywiński w 10 tomie przewodnika  Tatry. Mięguszowieckie Szczyty. Upamiętnił nią Mieczysława Świerza.
Przez Wieżę Świerza (lub jej ścianami) prowadzi kilka dróg wspinaczkowych (lub ich wariantów). Wejście w ścianę z piargów Bańdziocha:
1. Droga Świerza (Zachodem Komarnickich); III w skali tatrzańskiej, czas przejścia 2 godz. 30 min.;
2. Dolnym kominem lewej depresji; V+, A0 w skali tatrzańskiej, czas przejścia 12 godz.;
3. Droga Nyki i Szurka; VI, A1, 4 godz. 30 min;
4. Grzybobranie; VI, A0, 4 godz.;
5. Aligator (środkiem ściany Wieży Świerza); VI-, 4 godz.
6. Z Bańdziocha z ominięciem dolnego komina od lewej; V, 3 godz. 30 min.[1]

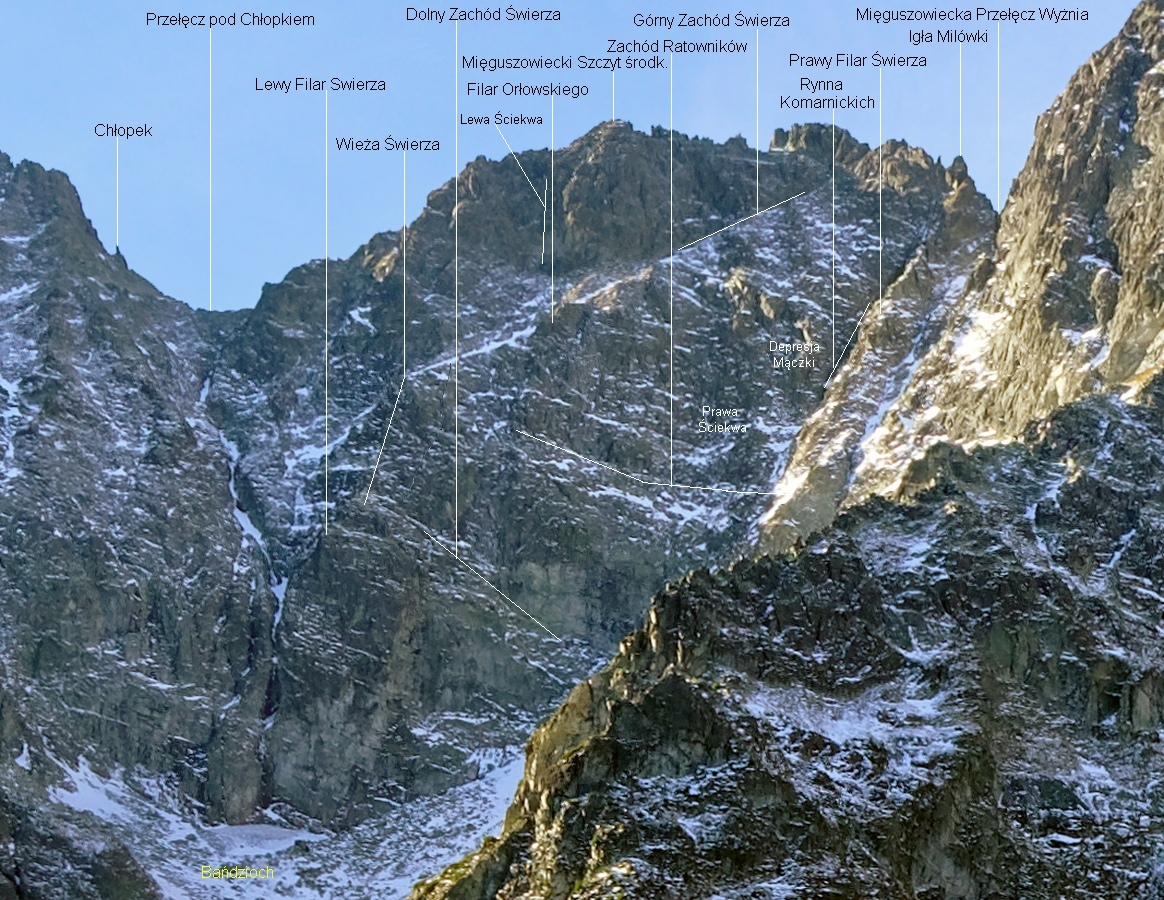